# Comuna Iablunovîțea, Orativ
Iablunovîțea (în ucraineană Яблуновиця) este o comună în raionul Orativ, regiunea Vinnița, Ucraina, formată din satele Iablunovîțea (reședința) și Skîbîn.

## Demografie
Componența lingvistică a satului Iablunovîțea
     Ucraineană (99,81%)
     Alte limbi (0,19%)
Conform recensământului din 2001, majoritatea populației satului Iablunovîțea era vorbitoare de ucraineană (99,81%), existând în minoritate și vorbitori de alte limbi.